# Calamodontophis ronaldoi
Calamodontophis ronaldoi е вид змия от семейство Смокообразни (Colubridae). Видът е застрашен от изчезване.

## Разпространение
Разпространен е в Бразилия.